# Astrid Elbek
Astrid Elbek (født 1956) var medlem af det danske kvindeband Shit & Chanel (1974-1979). Hun er i dag Udviklingsleder ved Det Jyske Musikkonservatorium. Hun er også forperson for Music City Aarhus 2022.

## Eksternt link
- Artikel i Basunen Arkiveret 2. august 2007 hos  Wayback Machine
- Artikel i Kulturmonitor Arkiveret 19. oktober 2020 hos  Wayback Machine